# Thomas Beecham
Thomas Beecham, född 29 april 1879 i St. Helens, Merseyside, död 8 mars 1961 i London, var en brittisk dirigent. Han var son till sir Joseph Beecham.
Beecham var en framträdande dirigent som var betydelsefull för renässansen inom brittiskt musikliv under början av 1900-talet.
Han grundade flera orkestrar, bland annat Beecham London Philharmonic Orchestra, som han ledde till 1940. Därefter verkade han under kriget några år i USA, bland annat vid Metropolitanoperan i New York. Efter 1946 var han knuten till Covent Garden och Royal Philharmonic Orchestra i London. 1932 grundade han Londons filharmoniska orkester.
Beecham adlades 1916 och 1944 gav han ut sin självbiografi A Mingled Chime.